# NGC 5926
NGC 5926 é uma galáxia espiral (S?) localizada na direcção da constelação de Serpens. Possui uma declinação de +12° 42' 57" e uma ascensão recta de 15 horas, 23 minutos e 25,0 segundos.
A galáxia NGC 5926 foi descoberta em 15 de Junho de 1884 por Lewis A. Swift.